# Drugi rząd Eduarda Taaffego
II rząd Eduarda Taaffego – rząd austriacki, rządzący Cesarstwem Austriackim od 12 sierpnia 1879 do 11 listopada 1893.

## Skład rządu
- premier – Eduard von Taaffe
- rolnictwo – Julius Falkenhayn
- handel – Karl Korb, Alfred Kremer, Felix Pinno-Friedenthal, Karl Pusswald, Olivier de Bacquehem
- wyznania i oświata – Karl von Stremayr, Siegmund Conrad, Paul Gautsch von Frankenthurn
- finanse – Emil Chertek, Adolf Kriegsau, Julian Dunajewski, Emil Steinbach (od 2 lutego 1891 do 11 listopada 1893)
- sprawy wewnętrzne – Eduard von Taaffe
- sprawiedliwość – Karl von Stremayr, Moritz Streit, Alois Pražák, Friedrich Schönborn
- obrona krajowa – Julius Horst, Zeno Welserheimb
- minister bez teki (do spraw Galicji) – Florian Ziemiałkowski (do 11 października 1888), Filip Zaleski (do 12 listopada 1892), Alois Pražák, Gandolf Kuenburg